# Sept-Saulx
Sept-Saulx ist eine französische Gemeinde mit 689 Einwohnern (Stand 1. Januar 2022) im Département Marne in der Region Grand Est (vor 2016 Champagne-Ardenne). Sie gehört zum Arrondissement Reims und zum Kanton Mourmelon-Vesle et Monts de Champagne. Die Einwohner werden Septemsaliciens genannt.

## Geographie
Sept-Saulx liegt etwa 20 Kilometer südöstlich von Reims am Vesle. Im Westen quert der Canal de l’Aisne à la Marne die Gemeinde. Umgeben wird Sept-Saulx von den Nachbargemeinden Val-de-Vesle im Norden und Westen, Prosnes im Nordosten, Baconnes im Osten, Mourmelon-le-Petit im Südosten, Livry-Louvercy im Süden und Südosten, Billy-le-Grand im Süden und Südwesten sowie Les Petites-Loges im Westen und Südwesten. Der Haltepunkt Sept-Saulx liegt an der Bahnstrecke Châlons-en-Champagne–Reims.

## Bevölkerungsentwicklung
| Jahr                       | 1962 | 1968 | 1975 | 1982 | 1990 | 1999 | 2006 | 2018 |
| Einwohner                  | 343  | 332  | 337  | 338  | 484  | 510  | 560  | 626  |
| Quellen: Cassini und INSEE |      |      |      |      |      |      |      |      |

## Sehenswürdigkeiten
- Kirche Saint-Basle, Monument historique seit 1920
- französischer Nationalfriedhof
- Schloss Sept-Saulx, zwischen 1928 und 1930 erbaut
- Mausoleum von Alexandre de Bary, 1903 erbaut

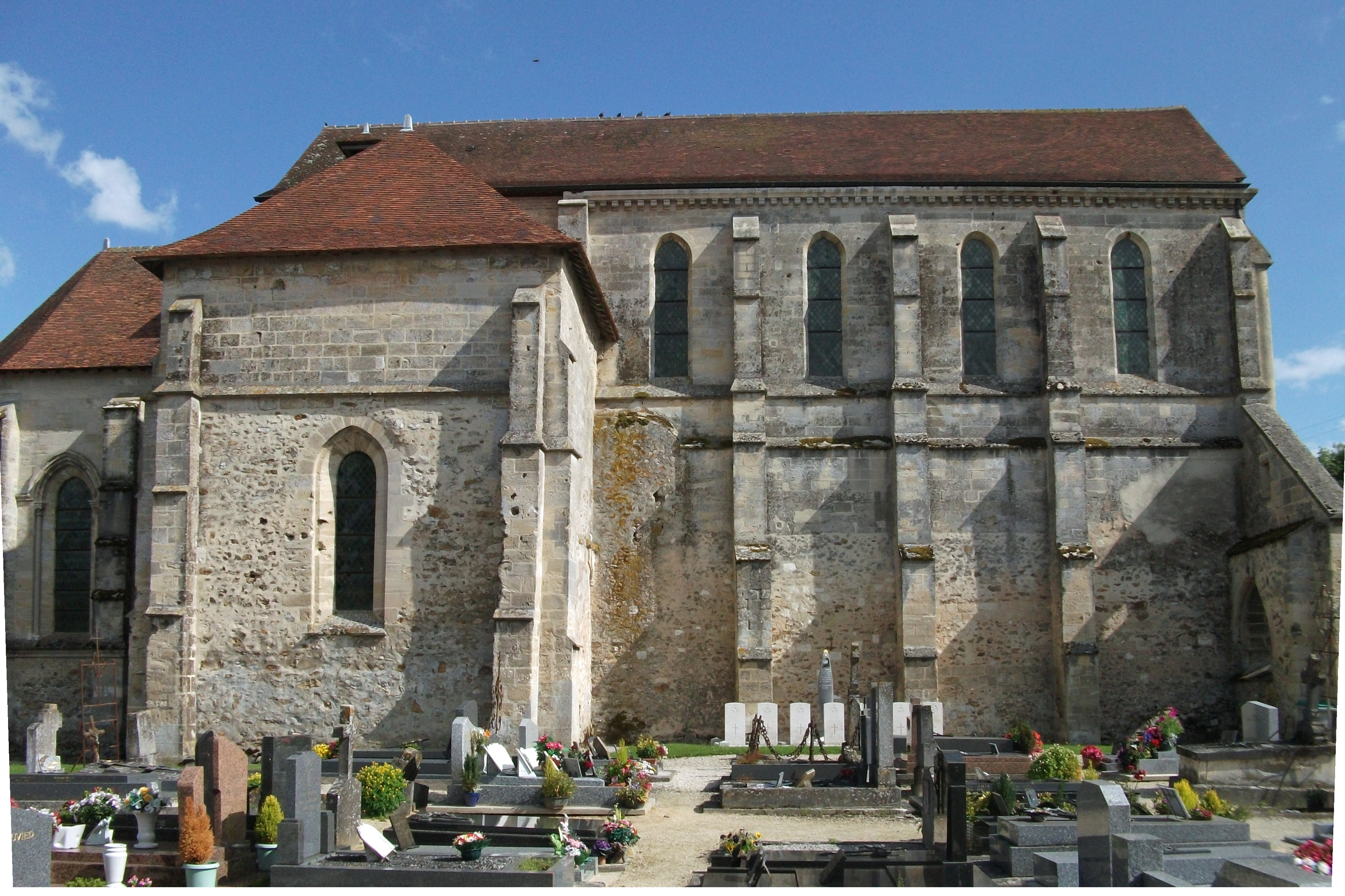
Kirche Saint-Basle
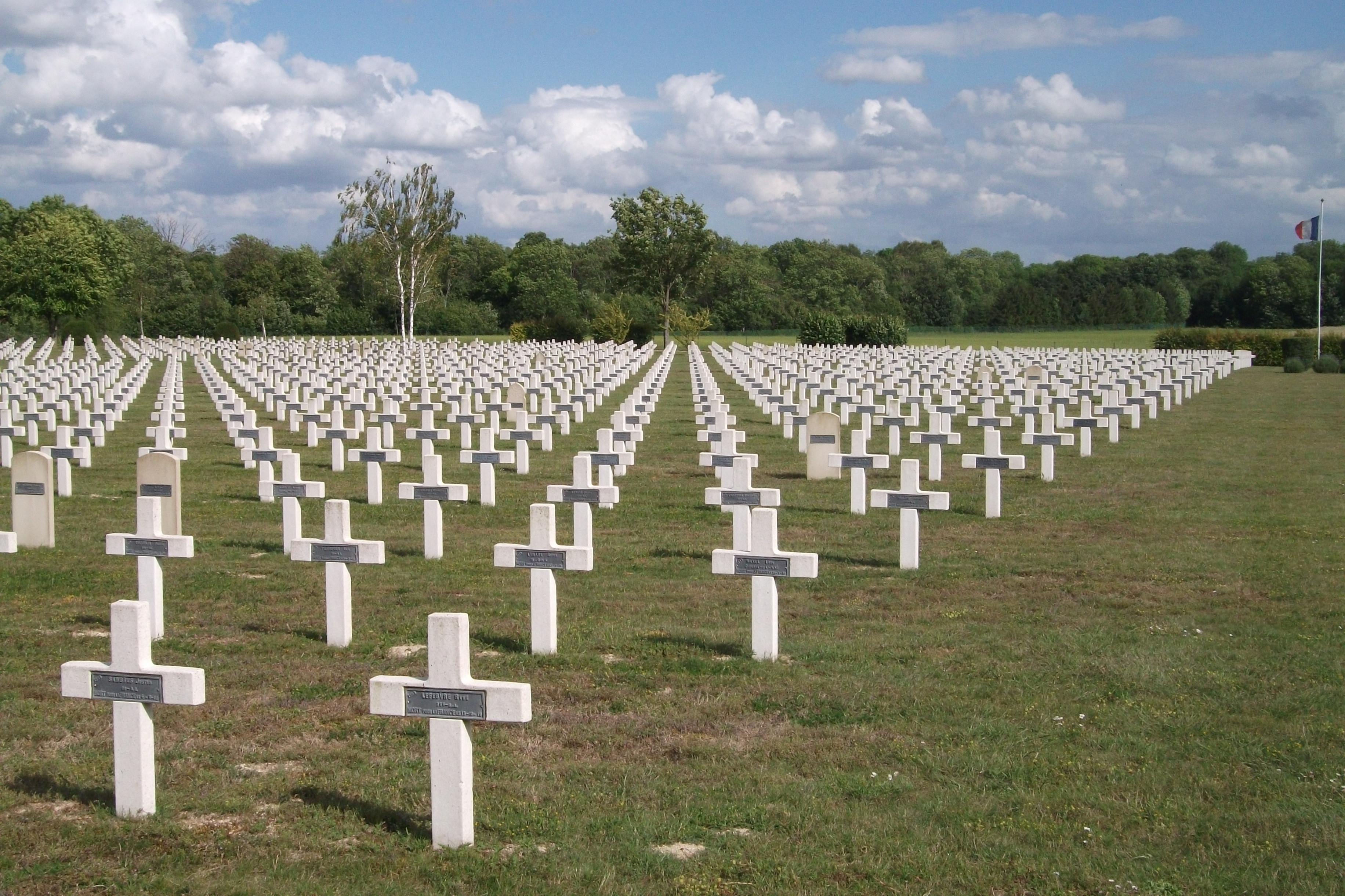
Nationalfriedhof
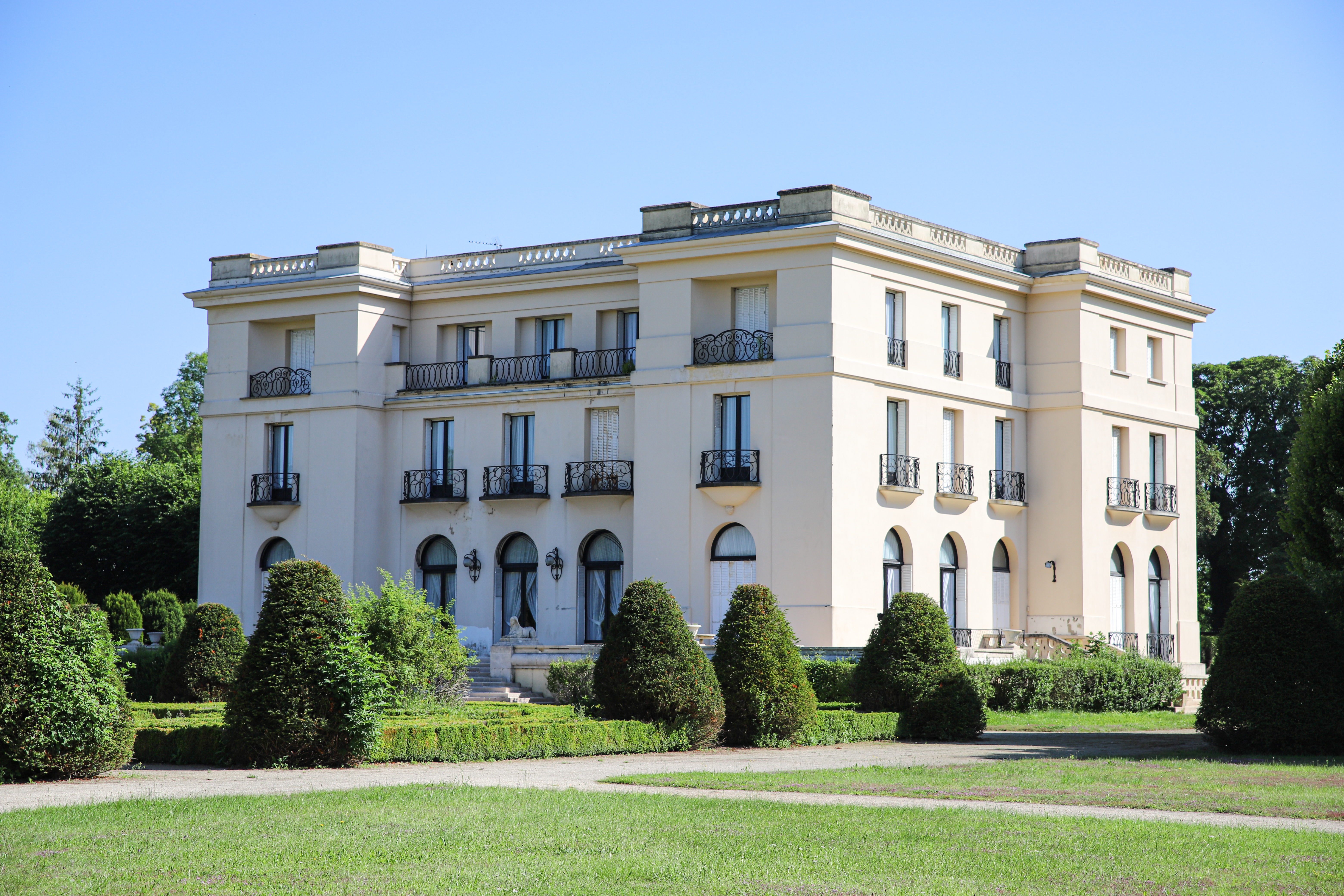
Schloss Sept-Saulx